# خواجه‌لی، خان‌کندی
خواجه‌لی (ترکی آذربایجانی: Xocalı) یک منطقهٔ مسکونی در جمهوری آرتساخ است که در استان آسکران واقع شده‌است.